# 0934

Mappa dei prefissi telefonici nella provincia di Caltanissetta

0934 è il prefisso telefonico del distretto di Caltanissetta, appartenente al compartimento di Catania.
Il distretto comprende la maggior parte della provincia di Caltanissetta e due comuni della provincia di Enna. Confina con i distretti di Agrigento (0922) e di Palermo (091) a ovest, di Cefalù (0921) a nord, di Enna (0935) e di Caltagirone (0933) a est.

## Aree locali e comuni
Il distretto di Caltanissetta comprende 20 comuni inclusi nelle 3 aree locali di Caltanissetta (ex settori di Caltanissetta e Santa Caterina Villarmosa), Mussomeli (ex settori di Mussomeli, Serradifalco e Vallelunga Pratameno) e Pietraperzia (ex settori di Butera, Mazzarino, Pietraperzia e Riesi). I comuni compresi nel distretto sono: Acquaviva Platani, Barrafranca (EN), Bompensiere, Butera, Caltanissetta, Campofranco, Marianopoli, Mazzarino, Milena, Montedoro, Mussomeli, Pietraperzia (EN), Resuttano, Riesi, San Cataldo, Santa Caterina Villarmosa, Serradifalco, Sutera, Vallelunga Pratameno e Villalba .